# Martina Gyurcsi
Martina Gyurcsi, coniugata Luptáková (Lučenec, 15 novembre 1977), è un'ex cestista e allenatrice di pallacanestro slovacca.

## Carriera
Con la Slovacchia ha disputato i Giochi olimpici di Sydney 2000, i Campionati mondiali del 1998 e quattro edizioni dei Campionati europei (1999, 2001, 2003, 2009).